# Manucerthia
Manucerthia is een geslacht van zangvogels uit de vinkachtigen (Fringillidae). Het geslacht kent 1 soort:
- Manucerthia mana (hawaiikruiper)